# 菊池線 (熊本電氣鐵道)

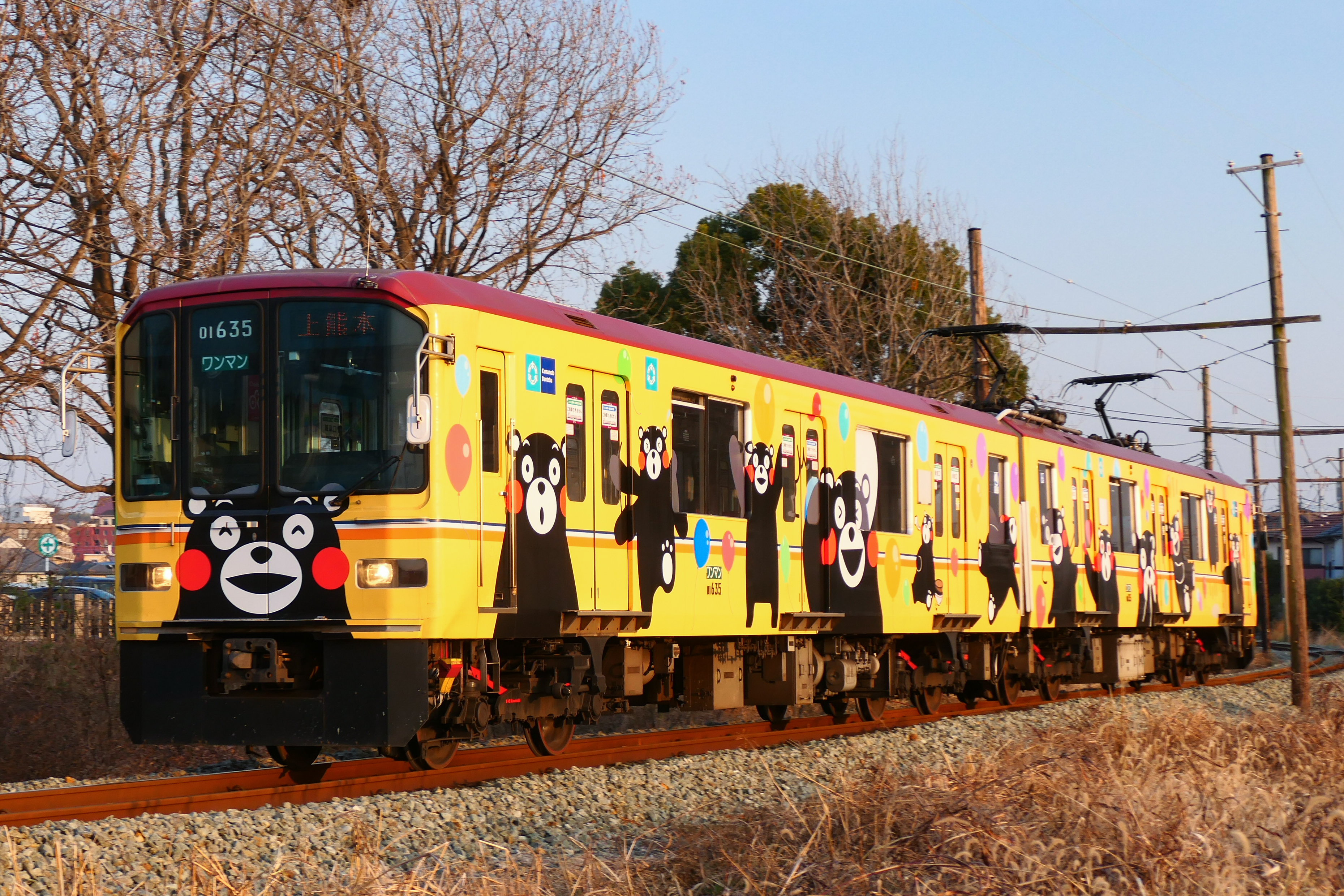
坪井川公園站至打越站間的熊本電鐵01型電聯車（2022年1月）

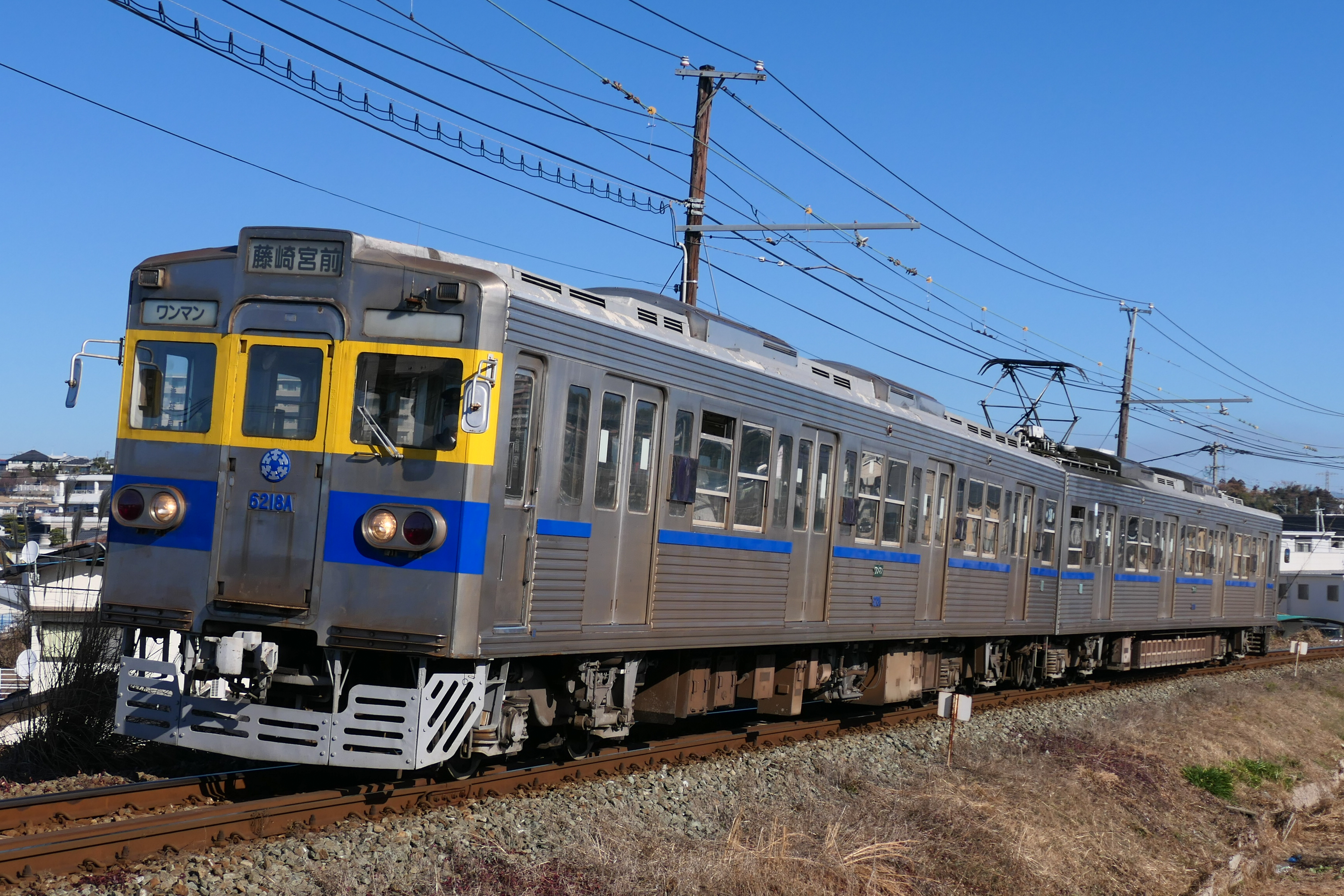
新須屋站至堀川站間的熊本電鐵6000型電聯車（2022年1月）

菊池線（日语：／ Kikuchi sen */?）是一條連接熊本縣熊本市西區上熊本站與同縣合志市御代志站之間的熊本電氣鐵道鐵路線。
從前，鐵路線延伸至溫泉地的菊池市菊池站，後來由於與鐵路線並行的國道387號上有許多巴士和私家車行走，因此客量下降，最後在1986年（昭和61年），御代志至菊池之間廢止。

## 路線資料

### 現存區間（上熊本至御代志）
- 路線距離（營業距離）：10.8公里
- 軌距：1067 毫米
- 車站數目：16個（包括起終點站）
- 雙線區間：沒有（全線單線）
- 電氣化區間：全線（直流600V）
- 閉塞方式：特殊自動閉塞式（電子符號照査式）
- 最高速度：50公里/小時[1]

### 廢止區間（御代志至菊池）
資料截至廢止前
- 路線距離（營業距離）：13.5公里
- 軌距：1067 毫米
- 車站數目：9個（包括御代志站）
- 雙線區間：沒有（全線單線）
- 電氣化區間：全線（直流600V）
- 閉塞方式：電籤閉塞式

## 運行形態
藤崎線和菊池線均只有普通列車行走。所有列車整日只有一名司機當值（一人控制）。在路線名稱上，菊池線以上熊本站為起點站，但是在運輸系統上，路線分為藤崎宮前 - 北熊本 - 御代志之間的本線和上熊本 - 北熊本之間的上熊本線。御代志方向的列車中會以藤崎線的藤崎宮前站作為終點站。基本上在北熊本站中，前往藤崎宮前、前往御代志和前往上熊本的各方向列車基本上會同時到發，以方便乘客於該站轉乘（早上和晚上時段，以及早上繁忙時間例外）。
在藤崎宮前至御代志之間區間中，於1988前設有多班列車行走於藤崎宮前 - 堀川、黑石之間（在1986年2月15日前當御代志 - 菊池之間還未廢止前，當時為行走於藤崎宮前 - 泗水之間）的區間列車。藤崎宮前站、北熊本站、堀川站、黑石站、泗水站、菊池站設有列車夜間停泊。此線的車廠只位於北熊本站一處。在2001年2月修正當時，藤崎宮前 - 御代志之間和上熊本 - 北熊本之間的尾班車在晚上8時時段出發。在2009年4月1日時間表修正起，藤崎宮前 - 御代志之間的尾班車於晚上10時時段出發，上熊本 - 北熊本之間的尾班車時段於晚上9時時段出發（但是假日沒有改動）。在2015年7月11日起，御代志出發前往藤崎宮前的首班車於早上6時時段出發，藤崎宮前出發前往御代志的尾班車延至晚上11時時段出發。此外，上熊本站 - 北熊本站之間於早上6時時段和晚上21時時段，均增加1往返列車班次。
藤崎宮前 - 御代志之間沿線較多學校和企業，因此較多通勤上學乘客使用菊池線，行走於菊池線的列車為都市型列車，而時間表更分為平日、星期六和星期日與假日3種。此外，當沿線設施舉行大型活動，例如藤崎八幡宮舉行祭禮當日、除夕和元旦時，路線會採用臨時時間表。

### 藤崎宮前 - 御代志間（本線）
在平日早上和黃昏繁忙時間時候，列車每15分鐘一班，日間和晚上每30分鐘一班。星期六早上每15分鐘一班，其他時段整日每30分鐘一班。假日整日每30分鐘一班。在日間於北熊本站、黑石站會進行列車交會。在平日早上和黃昏，以及星期六早上繁忙時間於北熊本站、堀川站、黑石站會進行列車交會。幾乎所有列車班次均行走於藤崎宮前至御代志之間，早上和黃昏時候，設有數班兼任出入廠列車會以北熊本作為起點或終點站。
另外，關於廢止區間（御代志 - 菊池之間）的班次，截至廢止前，繁忙時間每30分鐘一班，其他時間每1小時一班。

### 上熊本 - 北熊本之間（上熊本線）
在早上6時時段至晚上9時時段（假日則為早上7時段至晚上8時時段），整日每30分鐘一班。現時列車班次只於上熊本至北熊本之間運行，沒有定期列車前往御代志方向。除非需要進行車輛檢査，這個時候才會在北熊本站進行車輛交換工作。

## 使用車輛
藤崎宮前 - 御代志之間（本線）
使用4門車廂的6000形、3門車廂的01形和03形。
北熊本 - 上熊本之間（上熊本線）
使用3門車廂的01形和03形（整日只有1抽列車）。在2016年2月14日前會使用5000形。在2019年7月30日前會使用200形。

6000形沒有在上熊本-北熊本之間行走。
所有列車整日只有2輛編成。

## 歷史
- 1909年（明治42年）3月3日：得到軌道特許營運權[6]。
- 1913年（大正2年）
  - 3月15日：菊池軌道高江至隈府（後來為菊池）之間開通[6]。軌距914毫米。
  - 8月27日：廣町至藤崎宮前至御代志至高江之間開通，池田（現時：上熊本）至隈府之間全線開通[6]。
- 1919年（大正8年）12月13日：得到軌道特許營運權（菊池郡隈府町-鹿本郡山鹿町之間）[7]。
- 1923年（大正12年）8月31日：室園至隈府之間改軌距至1067毫米，並且電氣化。
- 1942年（昭和17年）5月1日：藤崎宮前至隈府之間由軌道法監管的軌道線變為由地方鐵道法監管的鐵路線[8][9]。
- 1948年（昭和23年）1月1日：公司名稱改為熊本電氣鐵道。
- 1949年（昭和24年）4月1日：藤崎宮前至龜井之間的走線由途經室園站變為途經北熊本站。
- 1950年（昭和25年）10月1日：上熊本至北熊本之間開通。上熊本至隈府之間為菊池線，北熊本至藤崎宮前之間為藤崎線。
- 1953年（昭和28年）3月15日：打越站啟用。
- 1955年（昭和30年）
  - 3月10日：高江至菊池（第一代，現時：富之原）之間的富站廢止，同區間的泗水站啟用。
  - 12月1日：韓韓坂站啟用。
- 1958年（昭和33年）8月1日：菊池站改名為富之原站、隈府站改名之菊池站。
- 1959年（昭和34年）10月1日：御代志至大池之間的走線變更。御代志站、大池站遷移。
- 1965年（昭和40年）10月16日：再春莊前站（現時：再春醫療中心前站）啟用。
- 1977年（昭和52年）4月1日：菊池線菊池站、泗水站的貨物起卸業務終止，堀川至菊池之間貨運列車服務廢止。
- 1979年（昭和54年）8月1日：與上熊本站的國鐵貨物聯絡運輸中止。藤崎宮前至堀川之間，北熊本至上熊本之間的貨運列車服務，所有貨物起卸服務終止。
- 1984年（昭和59年）
  - 2月1日：鐵路小型行李起卸業務終止。
  - 9月1日：新須屋站啟用。
- 1985年（昭和60年）5月1日：採用兩人整理券方式，不再發行普通車票。
- 1986年（昭和61年）
  - 2月16日：御代志至菊池之間廢止。其餘區間開始一人控制。開始使用列車無線。
  - 6月30日：堀川橋樑被沖走，堀川至御代志之間不能通行。於同年12月20日重開。
- 1988年（昭和63年）
  - 1月11日：閉塞方向由電籤閉塞式變為特殊自動閉塞式（電子符號照査式）。
  - 2月1日：黑石站無人化。
  - 4月11日：堀川站無人化。
- 1995年（平成7年）1月9日：坪井川公園站、電波高專前站（現時：熊本高專前站）啟用。
- 2001年（平成13年）2月25日：隨著與鐵路線並行的國道387號進行擴展工程，須屋至電波高專前之間的行走變更。黑石站遷移。須屋至黑石之間開設三石站。
- 2003年（平成15年）12月17日：藤崎宮前 - 北熊本 - 御代志之間引入ATS。
- 2004年（平成16年）12月9日：上熊本至北熊本之間引入ATS。
- 2008年（平成20年）4月1日：新須屋站遷移。
- 2009年（平成21年）4月1日：實施時間表修正。藤崎宮前至御代志之間的尾班車大幅延遲。
- 2013年（平成25年）3月31日：電波高專前站改名為熊本高專前站。
- 2015年（平成27年）4月1日：可使用交通系IC卡「熊本地域振興IC卡（熊本熊之IC CARD）（日语：熊本地域振興ICカード）」[10]。
- 2017年（平成29年）
  - 2月22日：藤崎線藤崎宮前站附近發生出軌事故（日语：日本の鉄道事故 (2000年以降)#熊本電鉄藤崎線脱線事故），使藤崎線藤崎宮前站至御代志站之間整日停運。在翌日23日的首班車起，恢復藤崎線黑髪町站至御代志站之間的短途班次。
  - 3月7日：全線重開。
- 2018年（平成30年）5月20日：打越站候車室發生火警，候車室被燒毀[11]。
- 2019年（令和元年）10月1日：再春莊前站改名為再春醫療中心前站[12]。同時引入車站編號[13]。

## 車站列表
所有車站都是在熊本縣內。車站編號在2019年10月1日起引入。

### 現存區間
- 路線（全線單線鐵路） … ◇・＊：可列車交會（＊：菊池線不可列車交會）、｜：不可列車交會

| 車站編號 | 中文站名       | 日文站名 | 英文站名 | 站間營業距離 | 累計營業距離 | 接續路線                                                    | 軌道 | 所在地 | 所在地 |
| -------- | -------------- | -------- | -------- | ------------ | ------------ | ----------------------------------------------------------- | ---- | ------ | ------ |
| KD01     | 上熊本         |          |          | -            | 0.0          | 九州旅客鐵道：鹿兒島本線 熊本市電：上熊本線（上熊本停留場） | ｜   | 熊本市 | 西區   |
| KD02     | 韓韓坂         |          |          | 0.7          | 0.7          |                                                             | ｜   | 熊本市 | 西區   |
| KD03     | 池田           |          |          | 0.7          | 1.4          |                                                             | ｜   | 熊本市 | 西區   |
| KD04     | 打越           |          |          | 0.7          | 2.1          |                                                             | ｜   | 熊本市 | 北區   |
| KD05     | 坪井川公園     |          |          | 0.5          | 2.6          |                                                             | ｜   | 熊本市 | 中央區 |
| KD08     | 北熊本         |          |          | 0.8          | 3.4          | 熊本電氣鐵道：藤崎線（直通至藤崎宮前方向）                  | ＊   | 熊本市 | 北區   |
| KD10     | 龜井           |          |          | 1.2          | 4.6          |                                                             | ｜   | 熊本市 | 北區   |
| KD11     | 八景水谷       |          |          | 0.4          | 5.0          |                                                             | ｜   | 熊本市 | 北區   |
| KD12     | 堀川           |          |          | 0.9          | 5.9          |                                                             | ◇    | 熊本市 | 北區   |
| KD13     | 新須屋         |          |          | 1.0          | 6.9          |                                                             | ｜   | 合志市 | 合志市 |
| KD14     | 須屋           |          |          | 0.5          | 7.4          |                                                             | ｜   | 合志市 | 合志市 |
| KD15     | 三石           |          |          | 0.8          | 8.2          |                                                             | ｜   | 合志市 | 合志市 |
| KD16     | 黑石           |          |          | 0.8          | 9.0          |                                                             | ◇    | 合志市 | 合志市 |
| KD17     | 熊本高專前     |          |          | 0.9          | 9.9          |                                                             | ｜   | 合志市 | 合志市 |
| KD18     | 再春醫療中心前 |          |          | 0.4          | 10.3         |                                                             | ｜   | 合志市 | 合志市 |
| KD19     | 御代志         |          |          | 0.5          | 10.8         |                                                             | ｜   | 合志市 | 合志市 |

### 廢止區間
御代志 - 大池 - 辻久保 - 高江 - 泗水 - 富之原 - 廣瀨 - 深川 - 菊池

### 廢止車站
廢止區間根據最後營業區間。
- 富站（日语：富駅）（高江 - 黑木之間） - 於1913年3月15日啟用，1955年3月10日廢止（實際是遷移至泗水站）
- 黑木站（富 - 菊池〔第一代。現時：富之原〕之間） - 於1921年以前啟用，1941年4月10日廢止
- 花房站（菊池〔第一代。現時：富之原〕 - 廣瀨之間） - 於1913年3月15日啟用，1955年以降廢止

## 廢止區間於廢止後的狀況

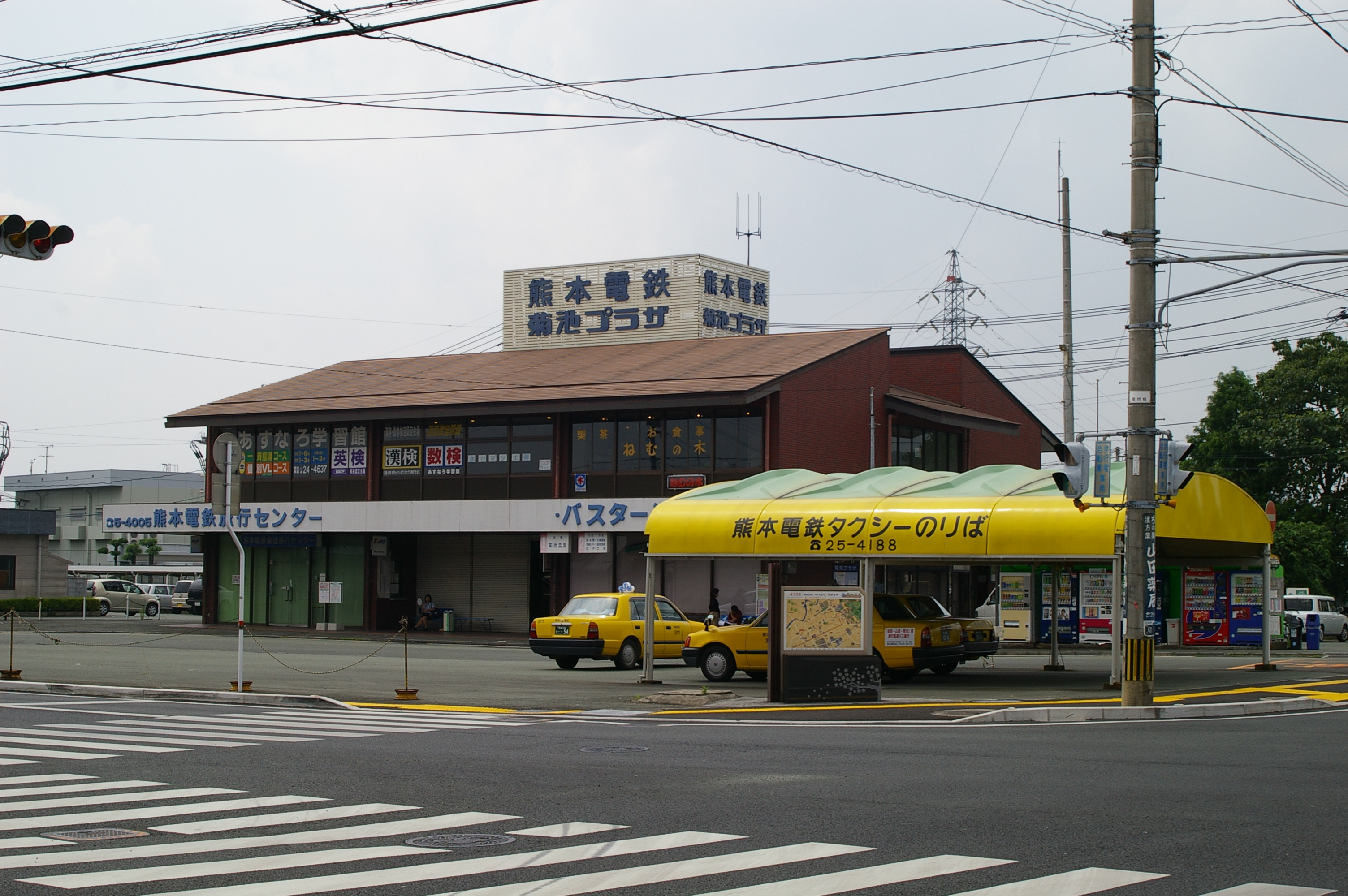
菊池廣場（2007年7月22日）

位於合志市（舊・菊池郡西合志町）御代志站至位於菊池市隈府的菊池站之間13.5公里區間，隨著機動化使乘客人次大減，最後於1986年2月15日終止營運。在最後營運日推出全線免費乘車，吸引了許多乘客以為這廢止區間作告別。
以下為許廢止區間各站狀況。
- 御代志站：成為了終點站，曾經設有列車交會設備，在部分區間廢止前已經撤去該設備。
- 大池站：遺址成為了巴士站候車室。該處後來成為了路線復活計劃地點之一，在廢線後，土地仍然由熊本電鐵擁有。
- 辻久保站：遺址附近變為大型巴士車廠。
- 高江站：廢止後車站大樓仍然存在，後來在近年撤走。
- 泗水站：曾經是列車交會車站，車站遺址部分變為商店倉庫。部分車站範圍落入道之驛泗水（日语：道の駅泗水）（孔子公園）內。
- 富之原站：變成巴士站和單車停泊場。
- 廣瀨站：曾經設有列車交會設備，在廢止時把設備撤走。
- 深川站：變成巴士站。
- 菊池站：在廢止時，車站大樓轉變為「菊池廣場」。

## 今後計劃

### 御代志站附近路軌遷移
御代志站附近路軌計劃向東邊（熊本再春醫療中心）一方遷移。這是為了讓西邊進行發展計劃，並預計在2022年春天完成。

## 注腳
1. 1 2  寺田裕一《データブック日本の私鉄 (2000)》 - Neko出版
2. 1 2  電車のダイヤ改正（増便）について《平成27年7月11日より》 （页面存档备份，存于）（日語） - 熊本電氣鐵道，2015年6月27日
3. 1 2  鉄道チャンネル. . 鉄道チャンネル.   [2020-05-01]. （原始内容存档于2021-04-29） （日语）.
4. ↑  5000形車両（通称：青ガエル）の運行日につきまして （页面存档备份，存于）（日語） - 熊本電氣鐵道
5. ↑  200形車両引退に伴う各イベントについて （页面存档备份，存于）（日語） - 熊本電氣鐵道
6. 1 2 3  『地方鉄道及軌道一覧 昭和10年4月1日現在』（國立國會圖書館數碼化收藏）
7. ↑  「軌道特許状下付」『官報』1919年12月18日（國立國會圖書館數碼化收藏）
8. ↑  「軌道ヲ地方鉄道ニ変更許可」『官報』1942年7月16日（國立國會圖書館數碼化收藏）
9. ↑  「地方鉄道運輸開始」『官報』1942年8月1日（國立國會圖書館數碼化收藏）
10. ↑  電鉄電車（菊電）でのご利用 （页面存档备份，存于）（日語） - 熊本熊之IC CARD官方網站（肥銀電腦服務)
11. ↑  熊本電鉄打越駅の待合室が全焼　けが人なし （页面存档备份，存于）（日語） - 熊本放送 2018年5月20日18時10分發布 2018年5月21日參閲
12. ↑  駅名変更のお知らせ （页面存档备份，存于）（日語） - 熊本電氣鐵道，2019年8月15日，同日參閲。
13. ↑  電車 「駅ナンバリング」導入のお知らせ （页面存档备份，存于）（日語） - 熊本電氣鐵道，2019年8月15日，同日參閲。
14. ↑  . this.kiji.is (ノアドット). 熊本日日新聞. 2020-04-22  [2020-04-24]. （原始内容存档于2020-04-22） （日语）.